# Paul Daimler Wagen
 (juillet 2024).
La voiture Paul Daimler Wagen était un développement spécial du propre bureau d’études de Paul Daimler. Parallèlement au bureau d’études de Wilhelm Maybach, Paul Daimler a pu réaliser ses idées de petite voiture ici en compétition. La commercialisation devait être assurée par Daimler-Motoren-Gesellschaft. Les premiers véhicules étaient encore produits à Bad Cannstatt. Quelques autres véhicules de 1903 dans le département autrichien chez Austro-Daimler.

## Historique
À partir de 1899, Paul Daimler a participé au développement d’un petit véhicule de 4/8 ch. À l’intérieur, la voiture s’appelait « Pauline », « P.D. wagen » ou « Paul Daimler Wagen ». Cependant, comme DMG (Daimler Motoren Gesellschaft) fonctionnait à plein régime, seuls trois prototypes ont été produits à Bad Cannstatt. En 1902, Paul Daimler a repris la direction technique de la Daimler-Motoren-Gesellschaft autrichienne nouvellement fondée et a essayé de réinstaller un petit site de production à Vienne. Mais à part quelques véhicules échantillons, il n’y a pas eu de production en série plus importante.

### Conception
Le moteur à deux cylindres selon le procédé à quatre temps avait un alésage de 88 mm et une course de 116 mm. La puissance maximale de 8 ch a été atteinte à 850 tr/min. Le moteur avait une soupape d’admission automatique et une soupape d’échappement contrôlée par cylindre, qui était contrôlée par un arbre à cames latéral. Un carburateur à buses de pulvérisation a pris en charge l’alimentation en carburant.

## Spécifications
Le cadre était constitué de profilés en U en acier embouti. Des pneus en caoutchouc plein de la taille 870 x 90 servaient de pneus à l’avant et 1010 x 120 à l’arrière. La boîte de vitesses avait quatre vitesses. La vitesse maximale était de 45 km/h. Le véhicule avait un empattement de 1710 mm. Le poids du véhicule était de 850 kg. Le prix de vente d’un biplace avec un demi-toit était de 6500 marks.

## Chiffres de production Mercedes Paul Daimler Wagen
| Année              | 1901 | 1902 | total |
| ------------------ | ---- | ---- | ----- |
| Paul Daimler Wagen | 2    | 1    | 3     |